# Сан Ђорђо ди Пјано
Сан Ђорђо ди Пјано (итал. San Giorgio di Piano) је насеље у Италији у округу Болоња, региону Емилија-Ромања.
Према процени из 2011. у насељу је живело 5850 становника. Насеље се налази на надморској висини од 22 м.

## Становништво
| 1931. | 1936. | 1951. | 1961. | 1971. | 1981. | 1991. | 2001. | 2011. |
| ----- | ----- | ----- | ----- | ----- | ----- | ----- | ----- | ----- |
| 5.368 | 5.494 | 5.584 | 4.789 | 4.753 | 5.138 | 5.305 | 6.260 | 8.201 |